# 刘猛 (晋朝)
刘猛（？—272年），晋朝初年并州（治今山西省太原市西南）匈奴首领。匈奴右贤王去卑的儿子。
因先祖为汉室外甥，故以刘为姓。嗣为北部帅（又作中部帅、右贤王、单于）。泰始七年（271年）正月，當時為匈奴右贤王的刘猛叛逃出塞，屯孔邪城。十一月，刘猛攻打并州，被并州刺史刘钦击败。他屡次进犯并州，边陲不得安宁。泰始八年（272年）正月，晋朝监军何桢讨伐刘猛，数次击败他。但是多次正面交战，刘猛部众强悍难制，仅获小胜。何桢利诱刘猛属下的左部帅李恪，李恪斬杀刘猛而投降晋朝。
其子劉副侖加入鮮卑拓跋部，成為獨孤部的始祖。其餘的部眾，由其弟誥升爰領導，成為鐵弗部。